# Tim Myers
Timothy Esmonde Myers, plus connu sous le nom de Tim Myers (né le 17 septembre 1990 à Auckland en Nouvelle-Zélande) est un joueur de football international néo-zélandais, qui évolue au poste de défenseur.

## Biographie

### Carrière en sélection
Avec l'équipe de Nouvelle-Zélande, il joue trois matchs (pour aucun but inscrit) depuis 2012. 
Il figure dans le groupe des sélectionnés lors de la Coupe d'Océanie de 2012, où son équipe se classe troisième.
Il participe également aux Jeux olympiques de 2012. Lors du tournoi olympique organisé au Royaume-Uni, il joue un match contre le Brésil.
Il dispute enfin la Coupe du monde des moins de 17 ans 2007 organisée en Corée du Sud.

## Palmarès
Waitakere United
- Champion de Nouvelle-Zélande (5) :
  - Champion : 2007-08, 2009-10, 2010-11, 2011-12 et 2012-13.